# Pseudolepicolea trollii
Pseudolepicolea trollii là một loài rêu trong họ Pseudolepicoleaceae. Loài này được Grolle & Ando mô tả khoa học đầu tiên.